# Klasa okręgowa (grupa stalowowolska)
Klasa okręgowa (grupa stalowowolska) – jedna z pięciu na terenie województwa podkarpackiego klas okręgowych, które od sezonu 2008/2009 są rozgrywkami szóstego poziomu ligowego piłki nożnej mężczyzn w Polsce, stanowiąca pośredni szczebel rozgrywkowy między IV ligą a klasą A.
Zmagania w jej ramach toczą się cyklicznie systemem kołowym. Zwycięzcy grupy uzyskują awans do IV ligi polskiej grupy podkarpackiej, zaś najsłabsze zespoły relegowane są do dwóch grup stalowowolskiej klasy A. 
Organizatorem rozgrywek jest Podokręg Piłki Nożnej w Stalowej Woli.
Od sezonu 2000/2001 zespoły piłkarskie pochodzą z powiatów: tarnobrzeskiego, kolbuszowskiego, stalowowolskiego, rzeszowskiego, niżańskiego, leżajskiego oraz miasta Tarnobrzeg, wcześniej w latach 1976–2000 była ona przeznaczona dla zespołów z województwa tarnobrzeskiego.
Od sezonu 2008/2009 klasa okręgowa stanowi szósty szczebel w hierarchii rozgrywek piłkarskich w Polsce.

## Mistrzowie ligi
| Sezon     | Mistrz                    | Wicemistrz           | 3. miejsce           |
| --------- | ------------------------- | -------------------- | -------------------- |
| 2024/2025 | ŁKS Łowisko               | Stal Gorzyce         | Stal II Stalowa Wola |
| 2023/2024 | Sokół Nisko               | ŁKS Łowisko          | LZS Zdziary          |
| 2022/2023 | Sokół Kamień              | Stal II Stalowa Wola | Stal Nowa Dęba       |
| 2021/2022 | Sokół Nisko               | Stal Gorzyce         | Unia Nowa Sarzyna    |
| 2020/2021 | Sokół Kamień              | Unia Nowa Sarzyna    | Stal Gorzyce         |
| 2019/2020 | Sokół Nisko               | Sokół Kamień         | Sokół Sokolniki      |
| 2018/2019 | Siarka II Tarnobrzeg      | Stal II Stalowa Wola | LZS Zdziary          |
| 2017/2018 | Stal Gorzyce              | Sokół Sokolniki      | Sokół Kamień         |
| 2016/2017 | Unia Nowa Sarzyna         | Sokół Sokolniki      | Pogoń Leżajsk        |
| 2015/2016 | Stal Gorzyce              | Unia Nowa Sarzyna    | Sokół Sokolniki      |
| 2014/2015 | Sokół Sokolniki           | Stal II Stalowa Wola | Unia Nowa Sarzyna    |
| 2013/2014 | Bukowa Jastkowice         | Olimpia Pysznica     | Unia Nowa Sarzyna    |
| 2012/2013 | Sokół Nisko               | Słowianin Grębów     | Olimpia Pysznica     |
| 2011/2012 | OKS Mokrzyszów            | Olimpia Pysznica     | LZS Ździary          |
| 2010/2011 | LZS Turbia                | Tłoki Gorzyce        | Olimpia Pysznica     |
| 2009/2010 | Stal Nowa Dęba            | Bukowa Jastkowice    | Tłoki Gorzyce        |
| 2008/2009 | LZS Turbia                | Bukowa Jastkowice    | Stal Nowa Dęba       |
| 2007/2008 | Sokół Nisko               | Stal Nowa Dęba       | OKS Mokrzyszów       |
| 2006/2007 | Unia Nowa Sarzyna         | Stal Nowa Dęba       | LZS Turbia           |
| 2005/2006 | Iskra Sobów               | LZS Turbia           | Bukowa Jastkowice    |
| 2004/2005 | Sokół Nisko               | LZS Turbia           | Iskra Sobów          |
| 2003/2004 | Zryw Dzikowiec            | Stal II Stalowa Wola | Sokół Kamień         |
| 2002/2003 | LZS Turbia                | Sokół Kamień         | Siarka II Tarnobrzeg |
| 2001/2002 | Sokół Nisko               |                      |                      |
| 2000/2001 | Stal II Stalowa Wola      |                      |                      |
| 1999/2000 | Orzeł Rudnik nad Sanem    |                      |                      |
| 1998/1999 | Wisła Sandomierz          |                      |                      |
| 1997/1998 | Pogoń Staszów             |                      |                      |
| 1996/1997 | Janowianka Janów Lubelski |                      |                      |
| 1995/1996 | Świt Ćmielów              |                      |                      |
| 1994/1995 | OKS Opatów                |                      |                      |
| 1993/1994 | Alit Ożarów               |                      |                      |
| 1992/1993 | Wisan Skopanie            |                      |                      |
| 1991/1992 | Pogoń Staszów             |                      |                      |
| 1990/1991 | Sokół Nisko               |                      |                      |
| 1989/1990 | Stal II Stalowa Wola      |                      |                      |

## Sezon 2025/2026
W tym sezonie według terminarza zagrają: Czarni Lipa, LKS Brzyska Wola, Jeziorak Chwałowice, Unia Nowa Sarzyna, Stal II Stalowa Wola, LKS Ździary, Transdźwig Stale, Pogoń Leżajsk, Olimpia Pysznica, Siarka II Tarnobrzeg, Sparta Jeżowe, Stal Nowa Dęba, Słowianin Grębów, Sokół Kamień, Dolina Tanew-Wólka Tanewska, San Wrzawy.

## Sezon 2024/2025
| Klasa okręgowa (grupa stalowowolska) – sezon 2024/2025 | Klasa okręgowa (grupa stalowowolska) – sezon 2024/2025 | Klasa okręgowa (grupa stalowowolska) – sezon 2024/2025 | Klasa okręgowa (grupa stalowowolska) – sezon 2024/2025 | Klasa okręgowa (grupa stalowowolska) – sezon 2024/2025 | Klasa okręgowa (grupa stalowowolska) – sezon 2024/2025 | Klasa okręgowa (grupa stalowowolska) – sezon 2024/2025 | Klasa okręgowa (grupa stalowowolska) – sezon 2024/2025 | Klasa okręgowa (grupa stalowowolska) – sezon 2024/2025 |
| Poz.                                                   | Klub                                                   | M                                                      | Pkt                                                    | Mecze                                                  | Mecze                                                  | Mecze                                                  | Bramki                                                 | Bramki                                                 |
| Poz.                                                   | Klub                                                   | M                                                      | Pkt                                                    | zwy.                                                   | rem.                                                   | por.                                                   | zdob.                                                  | stra.                                                  |
| ------------------------------------------------------ | ------------------------------------------------------ | ------------------------------------------------------ | ------------------------------------------------------ | ------------------------------------------------------ | ------------------------------------------------------ | ------------------------------------------------------ | ------------------------------------------------------ | ------------------------------------------------------ |
| 1                                                      | ŁKS Łowisko                                            | 28                                                     | 79                                                     | 26                                                     | 1                                                      | 1                                                      | 124                                                    | 27                                                     |
| 2                                                      | Stal Gorzyce                                           | 28                                                     | 69                                                     | 22                                                     | 3                                                      | 3                                                      | 98                                                     | 18                                                     |
| 3                                                      | Stal II Stalowa Wola                                   | 28                                                     | 59                                                     | 18                                                     | 5                                                      | 5                                                      | 108                                                    | 38                                                     |
| 4                                                      | Stal Nowa Dęba                                         | 28                                                     | 56                                                     | 17                                                     | 5                                                      | 6                                                      | 72                                                     | 25                                                     |
| 5                                                      | LZS Ździary                                            | 28                                                     | 54                                                     | 17                                                     | 3                                                      | 8                                                      | 75                                                     | 41                                                     |
| 6                                                      | Pogoń Leżajsk                                          | 28                                                     | 53                                                     | 16                                                     | 5                                                      | 7                                                      | 77                                                     | 30                                                     |
| 7                                                      | Siarka II Tarnobrzeg                                   | 28                                                     | 43                                                     | 14                                                     | 1                                                      | 13                                                     | 77                                                     | 62                                                     |
| 8                                                      | Transdźwig Stale                                       | 28                                                     | 30                                                     | 9                                                      | 3                                                      | 16                                                     | 34                                                     | 96                                                     |
| 9                                                      | Sparta Jeżowe                                          | 28                                                     | 29                                                     | 7                                                      | 8                                                      | 13                                                     | 52                                                     | 62                                                     |
| 10                                                     | Jeziorak Chwałowice                                    | 28                                                     | 26                                                     | 7                                                      | 5                                                      | 16                                                     | 46                                                     | 98                                                     |
| 11                                                     | Słowianin Grębów                                       | 28                                                     | 26                                                     | 7                                                      | 5                                                      | 16                                                     | 48                                                     | 81                                                     |
| 12                                                     | LKS Brzyska Wola                                       | 28                                                     | 21                                                     | 5                                                      | 6                                                      | 17                                                     | 29                                                     | 84                                                     |
| 13                                                     | Olimpia Pysznica                                       | 28                                                     | 21                                                     | 6                                                      | 3                                                      | 19                                                     | 40                                                     | 103                                                    |
| 14                                                     | Dolina-Tanew Wólka Tanewska                            | 28                                                     | 20                                                     | 5                                                      | 5                                                      | 18                                                     | 36                                                     | 74                                                     |
| 15                                                     | San Kłyżów                                             | 28                                                     | 14                                                     | 4                                                      | 2                                                      | 22                                                     | 32                                                     | 109                                                    |
| Legenda:                                               |                                                        |                                                        |                                                        |                                                        |                                                        |                                                        |                                                        |                                                        |
| awans                                                  |                                                        |                                                        |                                                        |                                                        |                                                        |                                                        |                                                        |                                                        |
| spadek                                                 |                                                        |                                                        |                                                        |                                                        |                                                        |                                                        |                                                        |                                                        |

## Sezon 2023/2024
| Klasa okręgowa (grupa stalowowolska) – sezon 2023/2024          | Klasa okręgowa (grupa stalowowolska) – sezon 2023/2024 | Klasa okręgowa (grupa stalowowolska) – sezon 2023/2024 | Klasa okręgowa (grupa stalowowolska) – sezon 2023/2024 | Klasa okręgowa (grupa stalowowolska) – sezon 2023/2024 | Klasa okręgowa (grupa stalowowolska) – sezon 2023/2024 | Klasa okręgowa (grupa stalowowolska) – sezon 2023/2024 | Klasa okręgowa (grupa stalowowolska) – sezon 2023/2024 | Klasa okręgowa (grupa stalowowolska) – sezon 2023/2024 |
| Poz.                                                            | Klub                                                   | M                                                      | Pkt                                                    | Mecze                                                  | Mecze                                                  | Mecze                                                  | Bramki                                                 | Bramki                                                 |
| Poz.                                                            | Klub                                                   | M                                                      | Pkt                                                    | zwy.                                                   | rem.                                                   | por.                                                   | zdob.                                                  | stra.                                                  |
| --------------------------------------------------------------- | ------------------------------------------------------ | ------------------------------------------------------ | ------------------------------------------------------ | ------------------------------------------------------ | ------------------------------------------------------ | ------------------------------------------------------ | ------------------------------------------------------ | ------------------------------------------------------ |
| 1                                                               | Sokół Nisko                                            | 28                                                     | 72                                                     | 24                                                     | 0                                                      | 4                                                      | 81                                                     | 20                                                     |
| 2                                                               | ŁKS Łowisko                                            | 28                                                     | 69                                                     | 22                                                     | 3                                                      | 3                                                      | 92                                                     | 20                                                     |
| 3                                                               | LKS Zdziary                                            | 28                                                     | 56                                                     | 17                                                     | 5                                                      | 6                                                      | 86                                                     | 46                                                     |
| 4                                                               | Pogoń Leżajsk                                          | 28                                                     | 56                                                     | 17                                                     | 5                                                      | 6                                                      | 70                                                     | 34                                                     |
| 5                                                               | Stal II Stalowa Wola                                   | 28                                                     | 51                                                     | 16                                                     | 3                                                      | 9                                                      | 85                                                     | 56                                                     |
| 6                                                               | Azalia Wola Zarczycka                                  | 28                                                     | 43                                                     | 13                                                     | 4                                                      | 11                                                     | 62                                                     | 62                                                     |
| 7                                                               | Stal Gorzyce                                           | 28                                                     | 40                                                     | 11                                                     | 7                                                      | 10                                                     | 58                                                     | 47                                                     |
| 8                                                               | Stal Nowa Dęba                                         | 28                                                     | 37                                                     | 11                                                     | 4                                                      | 13                                                     | 46                                                     | 46                                                     |
| 9                                                               | Trandźwig Stale                                        | 28                                                     | 35                                                     | 10                                                     | 5                                                      | 13                                                     | 52                                                     | 65                                                     |
| 10                                                              | Siarka II Tarnobrzeg                                   | 28                                                     | 29                                                     | 9                                                      | 2                                                      | 17                                                     | 51                                                     | 73                                                     |
| 11                                                              | Dolina Tanew Wólka Tanewska                            | 28                                                     | 27                                                     | 8                                                      | 3                                                      | 17                                                     | 52                                                     | 84                                                     |
| 12                                                              | Sparta Jeżowe                                          | 28                                                     | 26                                                     | 8                                                      | 2                                                      | 18                                                     | 49                                                     | 89                                                     |
| 13                                                              | Jeziorak Chwałowice                                    | 28                                                     | 23                                                     | 7                                                      | 2                                                      | 19                                                     | 48                                                     | 79                                                     |
| 14                                                              | San Kłyżów                                             | 28                                                     | 22                                                     | 6                                                      | 4                                                      | 18                                                     | 44                                                     | 87                                                     |
| 15                                                              | KS Jarocin                                             | 28                                                     | 18                                                     | 5                                                      | 3                                                      | 20                                                     | 28                                                     | 96                                                     |
| Uwaga: KSTŁK Stalowa Wola wycofał się z rozgrywek po 3. kolejce |                                                        |                                                        |                                                        |                                                        |                                                        |                                                        |                                                        |                                                        |
| Legenda:                                                        |                                                        |                                                        |                                                        |                                                        |                                                        |                                                        |                                                        |                                                        |
| awans                                                           |                                                        |                                                        |                                                        |                                                        |                                                        |                                                        |                                                        |                                                        |
| spadek                                                          |                                                        |                                                        |                                                        |                                                        |                                                        |                                                        |                                                        |                                                        |

## Sezon 2022/2023
| Klasa okręgowa (grupa stalowowolska) – sezon 2022/2023 | Klasa okręgowa (grupa stalowowolska) – sezon 2022/2023 | Klasa okręgowa (grupa stalowowolska) – sezon 2022/2023 | Klasa okręgowa (grupa stalowowolska) – sezon 2022/2023 | Klasa okręgowa (grupa stalowowolska) – sezon 2022/2023 | Klasa okręgowa (grupa stalowowolska) – sezon 2022/2023 | Klasa okręgowa (grupa stalowowolska) – sezon 2022/2023 | Klasa okręgowa (grupa stalowowolska) – sezon 2022/2023 | Klasa okręgowa (grupa stalowowolska) – sezon 2022/2023 |
| Poz.                                                   | Klub                                                   | M                                                      | Pkt                                                    | Mecze                                                  | Mecze                                                  | Mecze                                                  | Bramki                                                 | Bramki                                                 |
| Poz.                                                   | Klub                                                   | M                                                      | Pkt                                                    | zwy.                                                   | rem.                                                   | por.                                                   | zdob.                                                  | stra.                                                  |
| ------------------------------------------------------ | ------------------------------------------------------ | ------------------------------------------------------ | ------------------------------------------------------ | ------------------------------------------------------ | ------------------------------------------------------ | ------------------------------------------------------ | ------------------------------------------------------ | ------------------------------------------------------ |
| 1                                                      | Sokół Kamień                                           | 30                                                     | 70                                                     | 21                                                     | 7                                                      | 2                                                      | 107                                                    | 23                                                     |
| 2                                                      | Stal II Stalowa Wola                                   | 30                                                     | 62                                                     | 18                                                     | 8                                                      | 4                                                      | 91                                                     | 32                                                     |
| 3                                                      | Stal Nowa Dęba                                         | 30                                                     | 62                                                     | 19                                                     | 5                                                      | 6                                                      | 64                                                     | 30                                                     |
| 4                                                      | Transdźwig Stale                                       | 30                                                     | 56                                                     | 17                                                     | 5                                                      | 8                                                      | 65                                                     | 52                                                     |
| 5                                                      | Pogoń Leżajsk                                          | 30                                                     | 55                                                     | 16                                                     | 7                                                      | 7                                                      | 66                                                     | 41                                                     |
| 6                                                      | Azalia Wola Zarczycka                                  | 30                                                     | 54                                                     | 17                                                     | 3                                                      | 10                                                     | 84                                                     | 52                                                     |
| 7                                                      | LKS Ździary                                            | 30                                                     | 53                                                     | 17                                                     | 2                                                      | 11                                                     | 63                                                     | 39                                                     |
| 8                                                      | Stal Gorzyce                                           | 30                                                     | 44                                                     | 12                                                     | 8                                                      | 10                                                     | 47                                                     | 40                                                     |
| 9                                                      | Dolina-Tanew Wólka Tanewska                            | 30                                                     | 41                                                     | 12                                                     | 5                                                      | 13                                                     | 66                                                     | 78                                                     |
| 10                                                     | ŁKS Łowisko                                            | 30                                                     | 39                                                     | 12                                                     | 3                                                      | 15                                                     | 53                                                     | 50                                                     |
| 11                                                     | Siarka II Tarnobrzeg                                   | 30                                                     | 37                                                     | 12                                                     | 1                                                      | 17                                                     | 65                                                     | 65                                                     |
| 12                                                     | San Kłyżów                                             | 30                                                     | 29                                                     | 9                                                      | 2                                                      | 19                                                     | 58                                                     | 99                                                     |
| 13                                                     | KS Jarocin                                             | 30                                                     | 26                                                     | 8                                                      | 2                                                      | 20                                                     | 39                                                     | 79                                                     |
| 14                                                     | Olimpia Pysznica                                       | 30                                                     | 24                                                     | 7                                                      | 3                                                      | 20                                                     | 35                                                     | 86                                                     |
| 15                                                     | Junior Zakrzów (Tarnobrzeg)                            | 30                                                     | 22                                                     | 5                                                      | 7                                                      | 18                                                     | 30                                                     | 77                                                     |
| 16                                                     | Unia Nowa Sarzyna                                      | 30                                                     | 9                                                      | 1                                                      | 6                                                      | 23                                                     | 31                                                     | 121                                                    |
| Legenda:                                               |                                                        |                                                        |                                                        |                                                        |                                                        |                                                        |                                                        |                                                        |
| awans                                                  |                                                        |                                                        |                                                        |                                                        |                                                        |                                                        |                                                        |                                                        |
| spadek                                                 |                                                        |                                                        |                                                        |                                                        |                                                        |                                                        |                                                        |                                                        |

## Sezon 2021/2022
| Klasa okręgowa (grupa stalowowolska) – sezon 2021/2022          | Klasa okręgowa (grupa stalowowolska) – sezon 2021/2022 | Klasa okręgowa (grupa stalowowolska) – sezon 2021/2022 | Klasa okręgowa (grupa stalowowolska) – sezon 2021/2022 | Klasa okręgowa (grupa stalowowolska) – sezon 2021/2022 | Klasa okręgowa (grupa stalowowolska) – sezon 2021/2022 | Klasa okręgowa (grupa stalowowolska) – sezon 2021/2022 | Klasa okręgowa (grupa stalowowolska) – sezon 2021/2022 | Klasa okręgowa (grupa stalowowolska) – sezon 2021/2022 |
| Poz.                                                            | Klub                                                   | M                                                      | Pkt                                                    | Mecze                                                  | Mecze                                                  | Mecze                                                  | Bramki                                                 | Bramki                                                 |
| Poz.                                                            | Klub                                                   | M                                                      | Pkt                                                    | zwy.                                                   | rem.                                                   | por.                                                   | zdob.                                                  | stra.                                                  |
| --------------------------------------------------------------- | ------------------------------------------------------ | ------------------------------------------------------ | ------------------------------------------------------ | ------------------------------------------------------ | ------------------------------------------------------ | ------------------------------------------------------ | ------------------------------------------------------ | ------------------------------------------------------ |
| 1                                                               | Sokół Nisko                                            | 28                                                     | 70                                                     | 23                                                     | 1                                                      | 4                                                      | 98                                                     | 26                                                     |
| 2                                                               | Stal Gorzyce                                           | 28                                                     | 64                                                     | 20                                                     | 4                                                      | 4                                                      | 91                                                     | 31                                                     |
| 3                                                               | Unia Nowa Sarzyna                                      | 28                                                     | 60                                                     | 20                                                     | 0                                                      | 8                                                      | 73                                                     | 29                                                     |
| 4                                                               | Siarka II Tarnobrzeg                                   | 28                                                     | 57                                                     | 18                                                     | 3                                                      | 7                                                      | 90                                                     | 34                                                     |
| 5                                                               | Stal Nowa Dęba                                         | 28                                                     | 48                                                     | 15                                                     | 3                                                      | 10                                                     | 57                                                     | 53                                                     |
| 6                                                               | Stal II Stalowa Wola                                   | 28                                                     | 42                                                     | 13                                                     | 3                                                      | 12                                                     | 67                                                     | 56                                                     |
| 7                                                               | Pogoń Leżajsk                                          | 28                                                     | 41                                                     | 13                                                     | 2                                                      | 13                                                     | 34                                                     | 39                                                     |
| 8                                                               | Transdźwig Stale                                       | 28                                                     | 41                                                     | 11                                                     | 8                                                      | 9                                                      | 53                                                     | 47                                                     |
| 9                                                               | Azalia Wola Zarczycka                                  | 28                                                     | 40                                                     | 12                                                     | 4                                                      | 12                                                     | 54                                                     | 49                                                     |
| 10                                                              | LKS Ździary                                            | 28                                                     | 33                                                     | 8                                                      | 9                                                      | 11                                                     | 41                                                     | 52                                                     |
| 11                                                              | San Kłyżów                                             | 28                                                     | 27                                                     | 7                                                      | 6                                                      | 15                                                     | 40                                                     | 83                                                     |
| 12                                                              | ŁKS Łowisko                                            | 28                                                     | 25                                                     | 5                                                      | 10                                                     | 13                                                     | 30                                                     | 49                                                     |
| 13                                                              | Olimpia Pysznica                                       | 28                                                     | 22                                                     | 6                                                      | 4                                                      | 18                                                     | 35                                                     | 76                                                     |
| 14                                                              | LZS Brzyska Wola                                       | 28                                                     | 15                                                     | 4                                                      | 3                                                      | 21                                                     | 26                                                     | 98                                                     |
| 15                                                              | LKS Rzeczyca Długa                                     | 28                                                     | 12                                                     | 2                                                      | 6                                                      | 20                                                     | 21                                                     | 88                                                     |
| Uwaga: Sokół Sokolniki wycofał się przed rozpoczęciem rozgrywek |                                                        |                                                        |                                                        |                                                        |                                                        |                                                        |                                                        |                                                        |
| Legenda:                                                        |                                                        |                                                        |                                                        |                                                        |                                                        |                                                        |                                                        |                                                        |
| awans                                                           |                                                        |                                                        |                                                        |                                                        |                                                        |                                                        |                                                        |                                                        |
| spadek                                                          |                                                        |                                                        |                                                        |                                                        |                                                        |                                                        |                                                        |                                                        |